# Josip Katalinski
Josip Katalinski (Sarajevo, 2 mei 1948 – aldaar, 9 juni 2011) was een Bosnisch-Kroatisch voetballer. Hij werd beschouwd als een van de beste voetballers van Joegoslavië.
Met het Joegoslavisch voetbalelftal speelde Katalinski op het Wereldkampioenschap voetbal 1974 en het Europees kampioenschap voetbal 1976. Op het laatstgenoemde toernooi behaalde dit team de vierde plaats.
In 1978 beëindigde hij zijn professionele carrière bij het Franse OGC Nice vanwege een blessure. Hij overleed 33 jaar later op 63-jarige leeftijd in zijn geboorteplaats.